# Delburne
Delburne är en ort i Kanada.   Den ligger i provinsen Alberta, i den centrala delen av landet, 2 800 km väster om huvudstaden Ottawa. Delburne ligger 868 meter över havet och antalet invånare är 830.
Terrängen runt Delburne är platt. Runt Delburne är det mycket glesbefolkat, med 5 invånare per kvadratkilometer.. Det finns inga andra samhällen i närheten.
Trakten runt Delburne består till största delen av jordbruksmark.